# شیره‌خوار پس‌سرسرخ
شیره‌خوار پس‌سرسرخ (نام علمی: Sphyrapicus nuchalis) نام یک گونه از سرده شیره‌خوار است.